# معركة غزنة (998)
اندلعت معركة غزنة عام 998 بين القوات الغزنوية المتنافسة بقيادة الأمير إسماعيل والقوات المتمردة لأخيه الأكبر محمود الغزنوي. 
على فراش الموت، عين الأمير سُبُكْتِكِيْن إسماعيل خلفًا له بينما كان محمود، الأخ الأكبر الذي شارك في الحرب الأهلية السامانية، متمركزًا في نيسابور. 
عند تلقي هذه الأخبار، طعن محمود في حق إسماعيل في العرش وسلم مسؤولية نيسابور إلى عمه بورغوز وشقيقه الأصغر نور الدين يوسف وسار على غزنة. التقى الجيشان في غزنة، جيش إسماعيل كان يحتوي على فيلة.  أخذت المعركة شأناً ووقتاً طويلاً، لكن في لحظة مناسبة، هاجم محمود مركز إسماعيل الذي انهار. وقبض محمود على أخيه وأخذ التاج. قضى إسماعيل بقية حياته في الإقامة الجبرية.